# Xã Middle Branch, Michigan
Xã Middle Branch (tiếng Anh: Middle Branch Township) là một xã thuộc quận Osceola, tiểu bang Michigan, Hoa Kỳ. Năm 2010, dân số của xã này là 843 người.